# Jamie O'Hara (voetballer)
Jamie Darryl O'Hara (Londen, 25 september 1986) is een Engels professioneel voetballer. De middenvelder stond van 2005 tot 2012 onder contract bij Tottenham Hotspur, dat hem gedurende het seizoen 2009/10 uitleende aan Portsmouth FC. Inmiddels staat hij onder contract bij Wolverhampton Wanderers. Hij was international voor de Engelse nationale jeugdselecties onder-16, onder-17, onder-18 en onder-21.

## Carrière
Op 24 augustus 2007 werd bekendgemaakt dat O'Hara voor één maand werd uitgeleend aan Millwall FC. Zijn debuut in de competitie maakte hij op 25 augustus 2007 in de in 1-0 geëindigde uitwedstrijd tegen Southend United FC.
Op 13 januari 2006 werd bekendgemaakt dat O'Hara voor drie maanden werd uitgeleend aan Chesterfield FC. Zijn debuut in de competitie maakte hij op 14 januari 2006 in de in 1-1 geëindigde uitwedstrijd tegen Doncaster Rovers.
Tijdens het seizoen 2004/05 speelde hij in elke wedstrijd in de FA Youth Cup, waarin hij eenmaal scoorde. Dit uit een vrije trap tegen Everton FC. Hij speelde ook veertien wedstrijden voor het elftal onder-18 en achttien maal in het reserveteam.
Met Portsmouth stond hij op 15 mei 2010 in de finale van de strijd om de FA Cup. Daarin verloor de ploeg van trainer-coach Avram Grant met 1-0 van Chelsea door een treffer in de 59ste minuut van Didier Drogba.

## Statistieken
| Seizoen        | Club                             | Land     | Competitie     | Wed. | Goals |
| -------------- | -------------------------------- | -------- | -------------- | ---- | ----- |
| 2005/06        | Tottenham Hotspur FC             | Engeland | Premier League | -    | -     |
| 2005/06        | → Chesterfield FC (huur)         | Engeland | League One     | 19   | 5     |
| 2006/07        | Tottenham Hotspur FC             | Engeland | Premier League | 0    | 0     |
| 2007/08        | Tottenham Hotspur FC             | Engeland | Premier League | 14   | 2     |
| 2007/08        | → Millwall FC (huur)             | Engeland | League One     | 17   | 1     |
| 2008/09        | Tottenham Hotspur FC             | Engeland | Premier League | 15   | 1     |
| 2009/10        | Tottenham Hotspur FC             | Engeland | Premier League | 2    | 0     |
| 2009/10        | → Portsmouth FC (huur)           | Engeland | Premier League | 26   | 2     |
| 2010/11        | → Wolverhampton Wanderers (huur) | Engeland | Premier League | 14   | 3     |
| Totaal         | Totaal                           | Totaal   | Totaal         | 107  | 14    |
| Bijgewerkt tot | 30 juni 2011                     |          |                |      |       |